# 懷恩代爾 (印地安納州)
懷恩代爾（英語：Wynnedale）是一個位於美國印地安納州馬里昂縣的城鎮。

## 人口
根據2010年美國人口普查的數據，懷恩代爾的面積為0.41平方千米，當中陸地面積為0.41平方千米，而水域面積為0.00平方千米。當地共有人口231人，而人口密度為每平方千米563人。